# Jean-Paul Mauric
Jean-Paul Mauric,  (Hyères, 17 de junho de 1933 -  Marselha, 5 de janeiro de 1971) foi um cantor francês.
Ele gravou 19 singles de 45 rpm para a gravadora "Festival", e para La Voix de son Maitre, 1 para  Ducretet Thomson, e mais de 200 títulos para "Multi-Techniques".
Foi um dos cantores mais populares entre os anos 1958 e 1965 em França.
Participou no Festival Eurovisão da Canção 1961 que se realizou em  Cannes (França). Ali representou a França com a canção "Printemps, avril carillonne", que foi selecionado pelos espetadores da R.T.F.. Terminou a competição em quarto lugar.
Ele foi finalista da  "La Rose d'Or" da canção de Antibes em 1965 com uma canção de Raymond Mamoudy e de Armand Gomez : "Écrit comme une symphonie". Esta canção tornou-se uma grande sucesso no Canadá, com a interpretação de  Shirley Theroux (Disques Trans Canada).
Ele ficou conhecido pelas suas interpretações de  "Jolie môme" de Léo Ferré, "Carillon d'Alsace", "Les fiancés d'Auvergne", "Tendresse"  de André Verchuren et Guy Favereau, "C'est joli la mer" de Mános Hadjidákis.
Jean-Paul Mauric morreu vítima de uma miocardiopatia com 37 anos, deixando a sua esposa e duas filhas. Foi inumado no cemitério de  à 37 Hyères (Var). 
A comuna de La Crau, deu o seu nome a um centro cultural.